# Шинвалд (Малопольське воєводство)
Шинвалд (пол. Szynwałd) — село в Польщі, у гміні Скшишув Тарновського повіту Малопольського воєводства.
Населення — 3108 осіб (2011).
У 1975-1998 роках село належало до Тарновського воєводства.

## Демографія
Демографічна структура станом на 31 березня 2011 року:
|          | Загалом | Допрацездатний вік | Працездатний вік | Постпрацездатний вік |
| -------- | ------- | ------------------ | ---------------- | -------------------- |
| Чоловіки | 1534    | 380                | 1023             | 131                  |
| Жінки    | 1574    | 346                | 918              | 310                  |
| Разом    | 3108    | 726                | 1941             | 441                  |